# Harpagoxenus canadensis
Harpagoxenus canadensis är en myrart som beskrevs av Smith 1939. Harpagoxenus canadensis ingår i släktet Harpagoxenus och familjen myror. IUCN kategoriserar arten globalt som sårbar. Inga underarter finns listade i Catalogue of Life.

## Bildgalleri

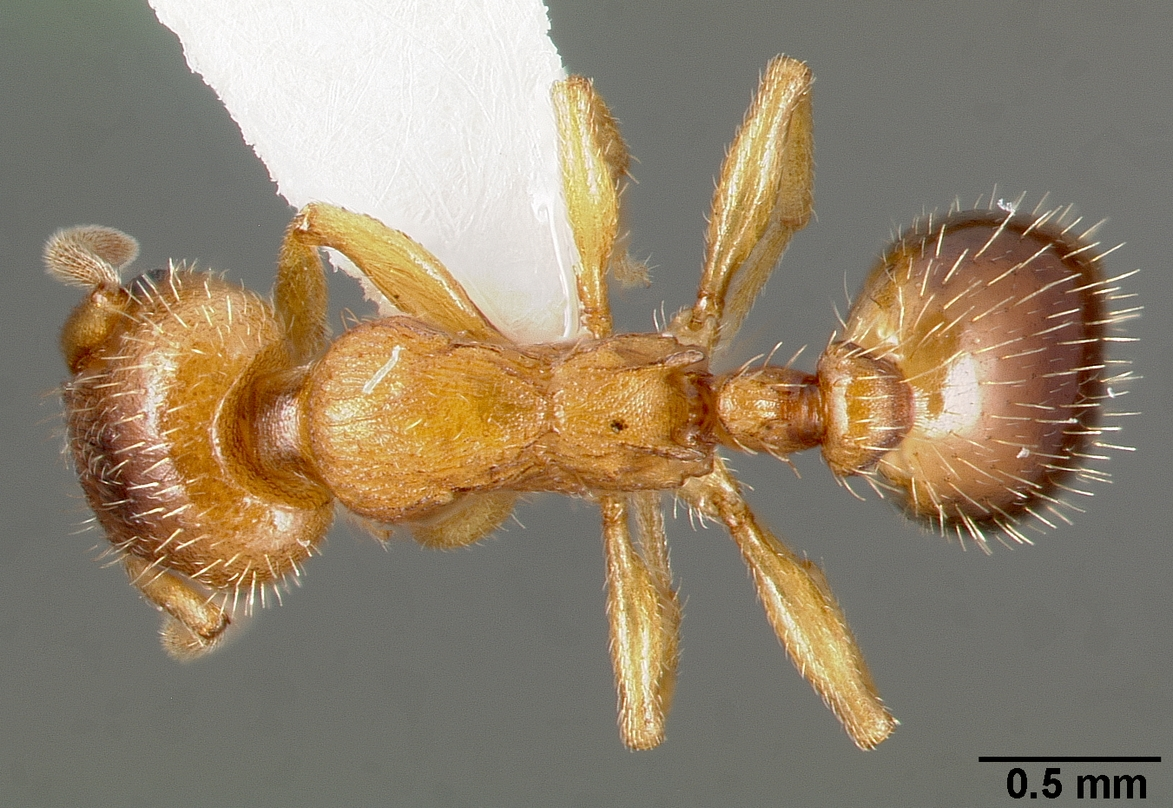
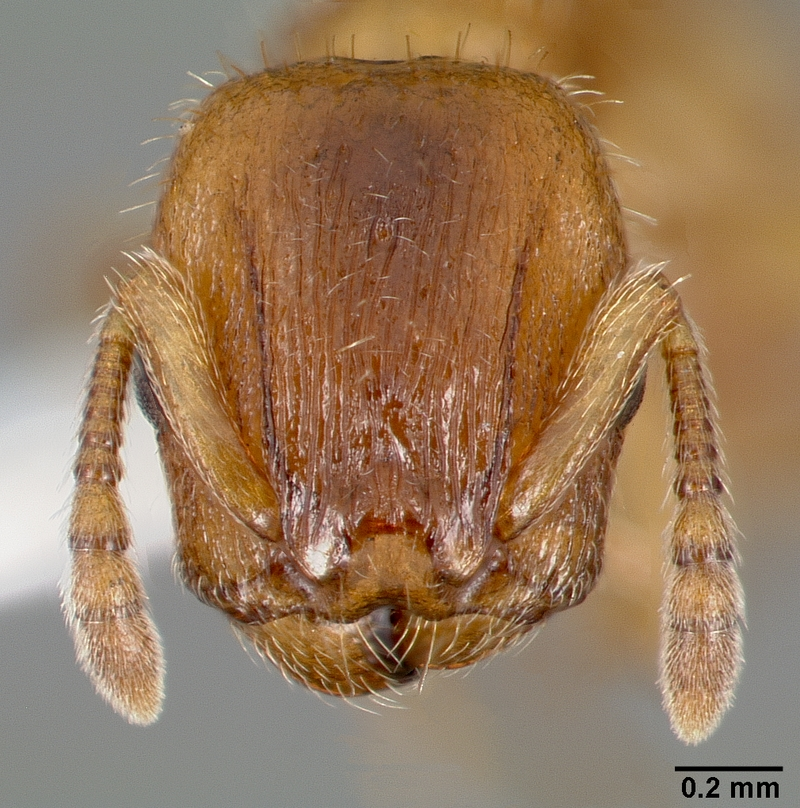
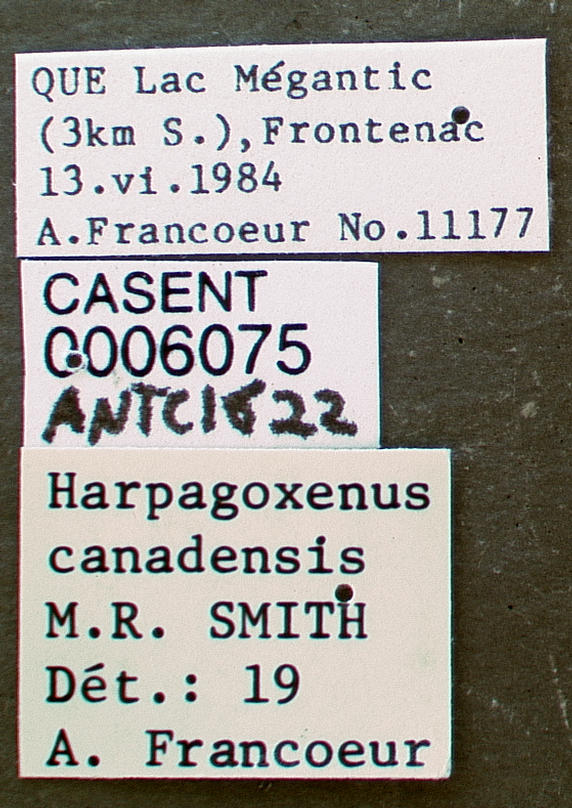
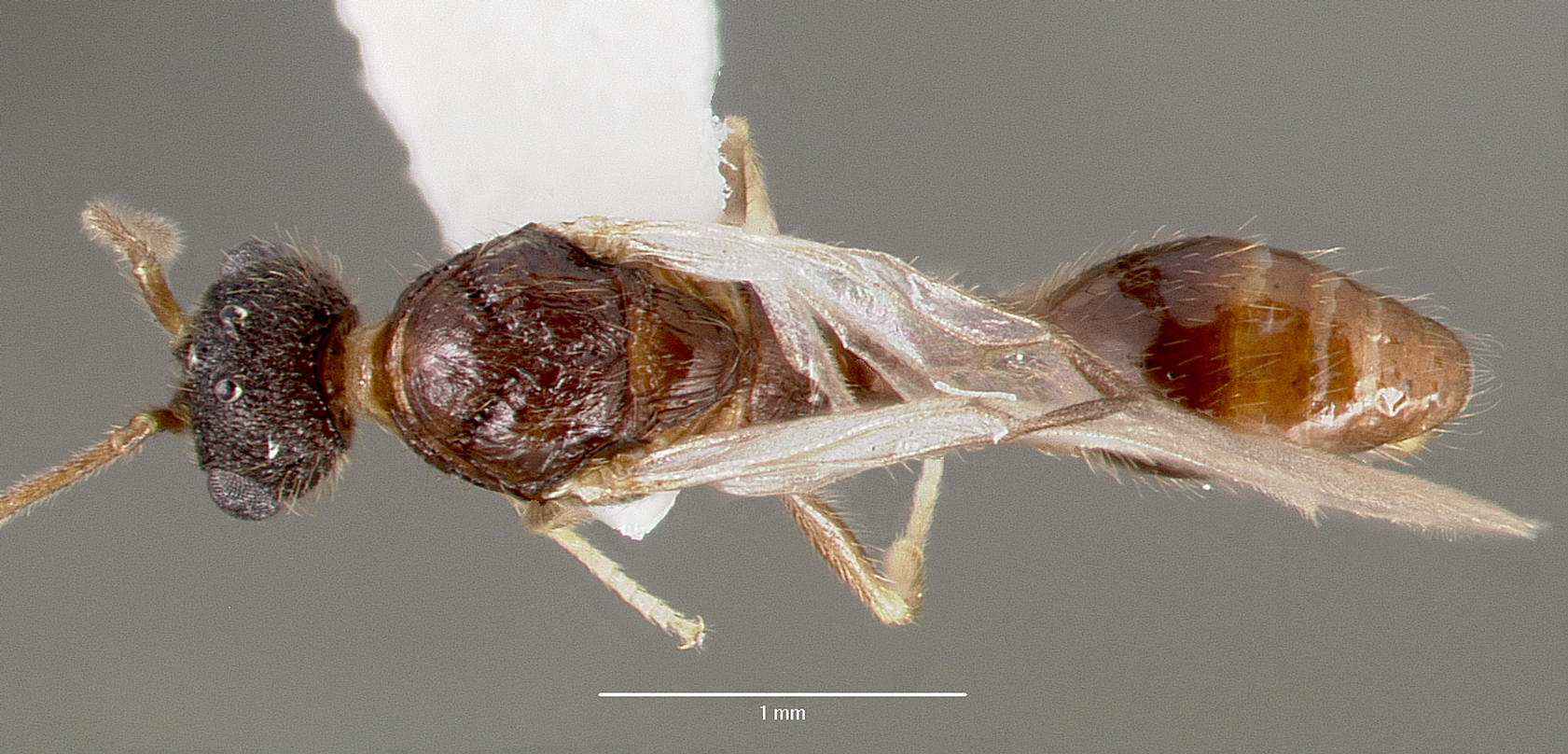
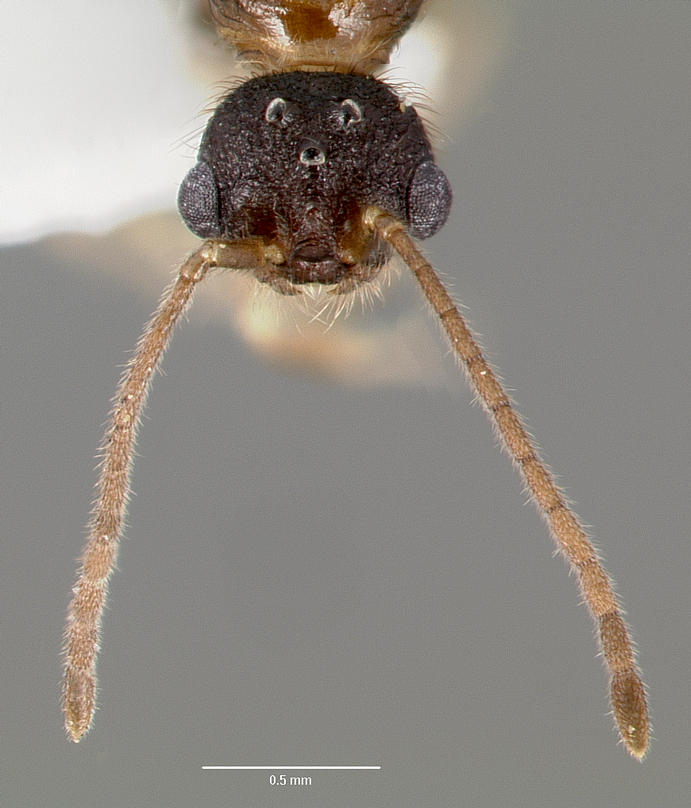
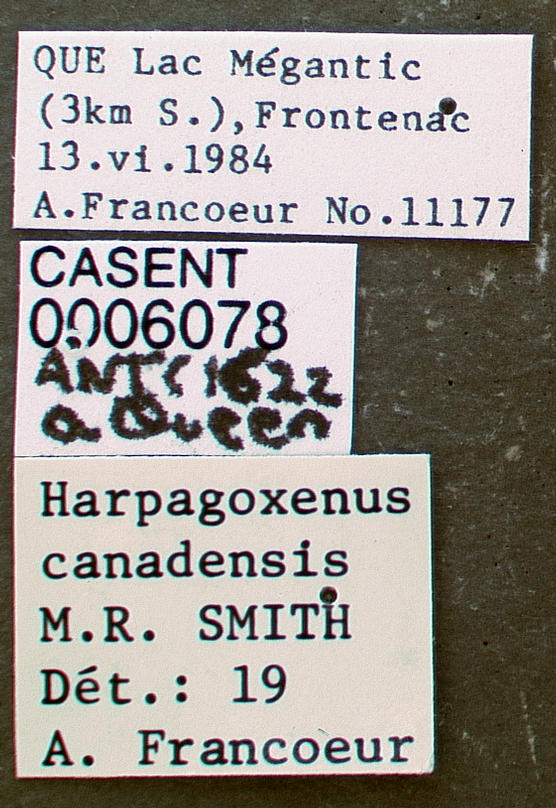